# Beatrice (Nebraska)
Beatrice – miasto w Stanach Zjednoczonych, w stanie Nebraska, siedziba administracyjna hrabstwa Gage.